# Mike Awesome
Michael Lee Alfonso (n. 24 ianuarie 1965 – d. 17 februarie 2007) a fost un wrestler american, mai cunoscut sub numele de ring Mike Awesome. S-a remarcat prin evoluțiile sale din federațiile Extreme Championship Wrestling (SUA) și Frontier Martial-Arts Wrestling (Japonia). În Japonia a apărut în Frontier Martial-Arts Wrestling și All Japan Pro Wrestling sub numele de ring The Gladiator. A fost recunoscut pentru agilitatea de care dădea dovadă, în ciuda dimensiunilor sale.

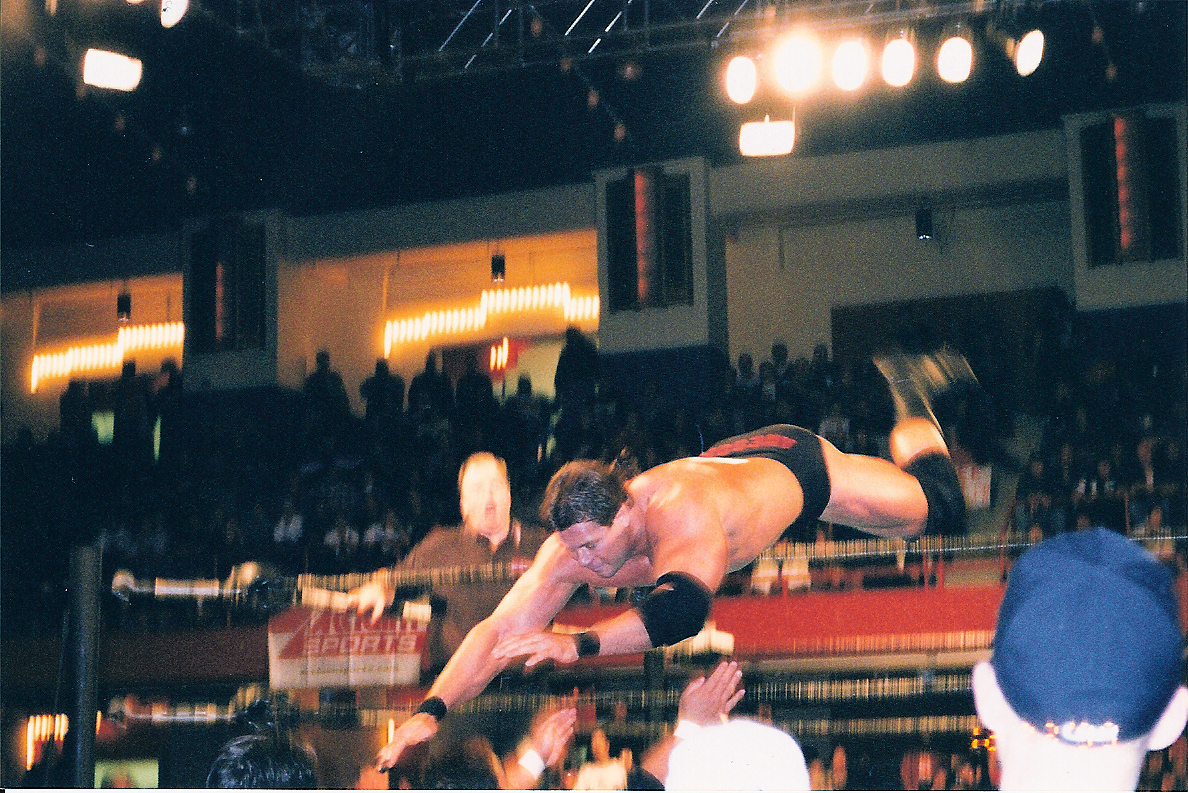